# Europees kampioenschap rally
Het Europees kampioenschap rally is een jaarlijks kampioenschap in de rallysport, dat gehouden wordt in Europa. Het wordt georganiseerd door de overkoepelende organisatie FIA en kende zijn inauguratie in 1953.
Het Europees kampioenschap rally (ERC) was lange tijd een populaire tussenstap naar het Wereldkampioenschap rally. Vroegere ERC-rijders die nu WRC rijden of reden zijn Kris Meeke, Thierry Neuville, Andreas Mikkelsen, Juho Hänninen, Kevin Abbring, Mads Ostberg en Esapekka Lappi.
Maar ook voormalige WRC rijders komen vaak erna in het kampioenschap, zo werden Hayden Paddon en Andreas Mikkelsen kampioen nadat ze hun zitje in het WRC hadden verloren. 

## Lijst van winnaars
| Seizoen | Seizoen | Rijder               | Auto                                                  |
| ------- | ------- | -------------------- | ----------------------------------------------------- |
| 2024    |         |                      |                                                       |
| 2023    | 2023    | Hayden Paddon        | Hyundai i20 N Rally2                                  |
| 2022    | 2022    | Efrén Llarena        | Škoda Fabia Rally2 evo                                |
| 2021    | 2021    | Andreas Mikkelsen    | Škoda Fabia Rally2 evo                                |
| 2020    | 2020    | Alexey Lukyanuk      | Citroën C3 R5                                         |
| 2019    | 2019    | Chris Ingram         | Škoda Fabia R5                                        |
| 2018    | 2018    | Alexey Lukyanuk      | Ford Fiesta R5                                        |
| 2017    | 2017    | Kajetan Kajetanowicz | Ford Fiesta R5                                        |
| 2016    | 2016    | Kajetan Kajetanowicz | Ford Fiesta R5                                        |
| 2015    | 2015    | Kajetan Kajetanowicz | Ford Fiesta R5                                        |
| 2014    | 2014    | Esapekka Lappi       | Škoda Fabia S2000                                     |
| 2013    | 2013    | Jan Kopecký          | Škoda Fabia S2000                                     |
| 2012    | 2012    | Juho Hänninen        | Škoda Fabia S2000                                     |
| 2011    | 2011    | Luca Rossetti        | Fiat Abarth Grande Punto S2000                        |
| 2010    | 2010    | Luca Rossetti        | Fiat Abarth Grande Punto S2000                        |
| 2009    | 2009    | Giandomenico Basso   | Fiat Abarth Grande Punto S2000                        |
| 2008    | 2008    | Luca Rossetti        | Peugeot 207 S2000                                     |
| 2007    | 2007    | Simon Jean-Joseph    | Citroën C2 S1600 Citroën C2 R2                        |
| 2006    | 2006    | Giandomenico Basso   | Fiat Abarth Grande Punto S2000                        |
| 2005    | 2005    | Renato Travaglia     | Mitsubishi Lancer Evo VII Renault Clio S1600          |
| 2004    | 2004    | Simon Jean-Joseph    | Renault Clio S1600                                    |
| 2003    | 2003    | Bruno Thiry          | Peugeot 206 WRC                                       |
| 2002    | 2002    | Renato Travaglia     | Peugeot 206 WRC                                       |
| 2001    | 2001    | Armin Kremer         | Toyota Corolla WRC                                    |
| 2000    | 2000    | Henrik Lundgaard     | Toyota Corolla WRC                                    |
| 1999    | 1999    | Enrico Bertone       | Renault Mégane Maxi                                   |
| 1998    | 1998    | Andrea Navarra       | Subaru Impreza 555                                    |
| 1997    | 1997    | Krzysztof Hołowczyc  | Subaru Impreza 555                                    |
| 1996    | 1996    | Armin Schwarz        | Toyota Celica GT-Four                                 |
| 1995    | 1995    | Enrico Bertone       | Toyota Celica Turbo 4WD                               |
| 1994    | 1994    | Patrick Snijers      | Ford Escort RS Cosworth                               |
| 1993    | 1993    | Pierre-César Baroni  | Lancia Delta HF Integrale Ford Escort RS Cosworth     |
| 1992    | 1992    | Erwin Weber          | Mitsubishi Galant VR-4                                |
| 1991    | 1991    | Piero Liatti         | Lancia Delta Integrale 16V                            |
| 1990    | 1990    | Robert Droogmans     | Lancia Delta Integrale 16V                            |
| 1989    | 1989    | Yves Loubet          | Lancia Delta Integrale                                |
| 1988    | 1988    | Fabrizio Tabaton     | Lancia Delta HF 4WD Lancia Delta Integrale            |
| 1987    | 1987    | Dario Cerrato        | Lancia Delta HF 4WD                                   |
| 1986    | 1986    | Fabrizio Tabaton     | Lancia Delta S4                                       |
| 1985    | 1985    | Dario Cerrato        | Lancia Rally 037                                      |
| 1984    | 1984    | Carlo Capone         | Lancia Rally 037                                      |
| 1983    | 1983    | Miki Biasion         | Lancia Rally 037                                      |
| 1982    | 1982    | 'Tony'               | Opel Ascona 400                                       |
| 1981    | 1981    | Adartico Vudafieri   | Fiat 131 Abarth                                       |
| 1980    | 1980    | Antonio Zanini       | Ford Escort RS1800 Porsche 911 SC                     |
| 1979    | 1979    | Jochi Kleint         | Opel Kadett GT/E Opel Ascona B                        |
| 1978    | 1978    | Tony Carello         | Lancia Stratos HF                                     |
| 1977    | 1977    | Bernard Darniche     | Lancia Stratos HF                                     |
| 1976    | 1976    | Bernard Darniche     | Lancia Stratos HF                                     |
| 1975    | 1975    | Maurizio Verini      | Fiat Abarth 124 Rallye                                |
| 1974    | 1974    | Walter Röhrl         | Opel Ascona                                           |
| 1973    | 1973    | Sandro Munari        | Lancia Fulvia 1.6 Coupé HF                            |
| 1972    | 1972    | Raffaele Pinto       | Fiat 124 Sport Spyder                                 |
| 1971    | 1971    | Sobiesław Zasada     | BMW 2002 TI                                           |
| 1970    | 1970    | Jean-Claude Andruet  | Alpine-Renault A110 1600                              |
| 1969    | 1969    | Harry Källström      | Lancia Fulvia 1.3 Coupé HF Lancia Fulvia 1.6 Coupé HF |
| 1968    | 1968    | Pauli Toivonen       | Porsche 911 T                                         |
| 1967    | G1      | Sobiesław Zasada     | Porsche 911 S                                         |
| 1967    |         | Bengt Söderström     | Ford Lotus Cortina                                    |
| 1967    | G3      | Vic Elford           | Porsche 911 T                                         |
| 1966    | G1      | Lillebror Nasenius   | Opel Rekord                                           |
| 1966    | G2      | Sobiesław Zasada     | BMC Mini Cooper S 1275 Steyr-Puch 650 TR              |
| 1966    | G3      | Günther Klass        | Porsche 911                                           |
| 1965    | 1965    | Rauno Aaltonen       | BMC Mini Cooper S 1275                                |
| 1964    | 1964    | Tom Trana            | Volvo PV544S                                          |
| 1963    | 1963    | Gunnar Andersson     | Volvo PV544 Volvo 122S                                |
| 1962    | 1962    | Eugen Böhringer      | Mercedes-Benz 220SE                                   |
| 1961    | 1961    | Hans-Joachim Walter  | Porsche Carrera 356 Coupé S90                         |
| 1960    | 1960    | Walter Schock        | Mercedes-Benz 220SE                                   |
| 1959    | 1959    | Paul Coltelloni      | Citroën DS 19 Alfa Romeo                              |
| 1958    | 1958    | Gunnar Andersson     | Volvo 544 Volvo PV444                                 |
| 1957    | 1957    | Ruprecht Hopfen      | Saab 93 Borgward                                      |
| 1956    | 1956    | Walter Schock        | Mercedes-Benz 220 Mercedes-Benz 300SL                 |
| 1955    | 1955    | Werner Engel         | Mercedes-Benz 300SL                                   |
| 1954    | 1954    | Walter Schlüter      | DKW 1000                                              |
| 1953    | 1953    | Helmut Polensky      | Porsche 356 Coupé Fiat 1100                           |